# Dragon Ash
드래곤 애쉬(Dragon Ash)는 일본의 록 밴드이다. 얼터너티브, 펑크 록, 하드코어 펑크, 힙합, 일렉트로니카나 라틴 아메리카 음악등 다양한 장르의 음악을 도입하는 믹스쳐 록을 추구한다. 00년 이후의 J-pop계의 랩, 힙합음악의 인기에 큰 영향을 끼쳤다.

## 구성 멤버
- Kj(후루야 켄지) - 보컬, 기타, 작사, 작곡을 담당한다.
- IKÜZÖNE - 베이스를 담당한다. (2012년 4월 21일 급성심부전으로 사망)
- 사쿠라이 마코토 - 드럼을 담당한다.
- BOTS - 턴테이블을 담당한다. 1999년 가입.
- HIROKI - 전기 기타를 담당한다. 2003년 가입.
- DRI-V - 브레이크 댄스를 담당한다. 2003년 가입.
- ATSUSHI - 브레이크 댄스를 담당한다. 2003년 가입.

## 약력
- 2008년 8월에는 한국에서 열린 록 축제 ETPFEST에 참가했다.

## 음반 목록

### 싱글
1. FANTASISTA

### 미니 앨범
1. The day dragged on (1997년)
2. Public Garden (1997년)

### 정규 앨범
1. Mustang! (1997년)
2. Buzz Songs (1998년)
3. Viva La Revolution (1999년)
4. LILY OF DA VALLEY (2001년)
5. HARVEST (2003년)
6. Río de Emoción (2005년)
7. INDEPENDIENTE (2007년)
8. FREEDOM (2009년)

### 베스트 앨범
1. The Best of Dragon Ash with Changes Vol.1 (2007년 9월 5일)
2. The Best of Dragon Ash with Changes Vol.2 (2007년 9월 5일)